# T Pyxidis
T Pyxidis (kurz T Pyx) ist eine etwa 10.000 Lichtjahre von der Erde entfernte wiederkehrende Nova.
In den Jahren 1890, 1902, 1920, 1944 und 1966 erfolgten Helligkeitausbrüche bis auf 6,5 mag. Am 14. April 2011 wurde der Beginn eines neuen Ausbruches entdeckt.
Bei dem System handelt es sich um einen Doppelstern bestehend aus einem weißen Zwerg und einem nahen stellaren Begleiter. Bedingt durch die Nähe fällt Material vom Begleiter auf die Oberfläche des weißen Zwergs. Wird durch den ansteigenden Druck und die Temperatur der nukleare Brennpunkt von Wasserstoff erreicht, gibt es einen Nova-Ausbruch. Der weiße Zwerg selbst bleibt dabei unversehrt und das Material vom Begleiter sammelt sich erneut auf seiner Oberfläche an, was dann nach einigen Jahren zu einem erneuten Ausbruch führt.
Die Entfernung wurde früher mit 6.000 Lichtjahren angegeben, Parallaxenbestimmungen in Gaia DR2 sowie Gaia EDR3 deuten jedoch auf eine etwas größere Entfernung von etwa 10.000 Lichtjahren.
Der Namensteil „T“ folgt den Regeln zur Benennung veränderlicher Sterne und besagt, dass T Pyxidis der dritte veränderliche Stern ist, der im Sternbild Schiffskompass (lateinisch Pyxis) entdeckt wurde.